# Zeravšan
Zeravšan (uzbecky Zarafshon, tádžicky Дарёи Зарафшон) na horním toku Matča je řeka ve Střední Asii na území Tádžikistánu (Sogdijský vilájet) a Uzbekistánu (Samarkandský, Kaškadarjinský vilaját). Je dlouhá 877 km. Část povodí, ze které přijímá vodu, má rozlohu 17 700 km².

## Průběh toku
Odtéká ze Zeravšanského ledovce v Tádžikistánu, v horském uzlu Koksu. Ten se nachází v nadmořské výšce přibližně 2800 m v místě, kde se potkávají Turkestánský a Zeravšanský hřbet. Prvních 300 km teče v úzké hluboké dolině. Na tomto úseku přijímá své největší levé přítoky (Fandarja, Kštut a Magian). V rovinaté části svého toku, která začíná pod městem Pendžikent, už žádné další velké přítoky nepřijímá. Nedaleko města Samarkand se rozděluje na dvě ramena Akdarja (severní) a Karadarja (jižní), které se opět slévají u osady Chatyrči. Mezi rameny se nachází ostrov Miankale. Na dolním toku je řeka známá pod názvem Karakuldarja a nacházejí se na ní Bucharská a Karakulská oáza. Řeka se zcela vsakuje v poušti Kyzylkum a nedotéká do Amudarji. Na dolním toku napájí řeka čtyři jezera Dengizkul, Karakyr, Tuzgan a Shurgak.

## Vodní režim
Zdroj vody je sněhovo-ledovcový. Nejvyšší průtoky nastávají v červenci (250 až 690 m³/s) a nejmenší naopak v březnu (28 až 60 m³/s). Průměrný roční průtok vody pod ústím Magianu činí 162 m³/s.

## Využití
Všechna voda z řeky se využívá na zavlažování. Byly vybudovány Kattakurganská a Kujumazarská přehrada. Dolní tok je podporován prostřednictvím Amubucharského kanálu vodou z Amudarji. Údolí řeky je hustě osídleno. Nacházejí se v něm města Samarkand, Kattakurgan, Navoj, Buchara a Kagan.